# Castillo de Gosford
El castillo de Gosford (en inglés, Gosford Castle) es una casa de campo del siglo XIX situada en Gosford, una ciudad de Markethill, Condado de Armagh, Irlanda del Norte (Reino Unido). Fue construido para el segundo conde de Gosford y diseñado en estilo neonormando por el arquitecto londinense Thomas Hopper. Es un edificio catalogado de Grado A, y se dice que es el más grande de Ulster. Los Condes de Gosford ocuparon el castillo hasta 1921, y más tarde el Ministerio de Agricultura compró la propiedad para formar Gosford Forest Park. Posteriormente, el edificio se deterioró y en 2006 se vendió a una empresa de desarrollo que convirtió el castillo en viviendas privadas.

## Historia
La familia Acheson recibió tierras en el condado de Armagh por parte del rey James VI y I en 1610, al comienzo de la plantación de Ulster. Establecieron el pueblo de Markethill y construyeron un castillo, aunque este fue destruido durante la rebelión irlandesa de 1641. En su lugar se construyó una casa señorial, que los Acheson ocuparon hasta 1840. El escritor Jonathan Swift visitó Gosford y contribuyó al diseño de los jardines. En 1819, Archibald Acheson, entonces jefe de la dinastía Acheson, encargó a Thomas Hopper que diseñara una nueva casa en Gosford. Se eligió un estilo de arquitectura de renacimiento normando, lo que marca el primer intento de Hopper en este estilo que luego perfeccionaría en el castillo de Penrhyn en Gales. Hopper fue asistido por el arquitecto local Thomas Duff. En 1837, se informó que el edificio no estaba terminado y no estuvo completamente terminado hasta 1859, cuando el asistente de Hopper, George Adam Burn, reconstruyó el frente de entrada.
Archibald Acheson, el cuarto conde de Gosford, se vio obligado a vender el contenido del castillo en 1920 y, tras su muerte en abril de 1922, la familia Acheson dejó de ocupar el castillo. Durante la Segunda Guerra Mundial, Gosford fue requisado y utilizado para acomodar tropas, con un campo de prisioneros de guerra en la finca. Tras la guerra, los Acheson vendieron la propiedad al Ministerio de Agricultura, quien estableció la propiedad de 240 ha como Gosford Forest Park. El castillo se utilizó para el almacenamiento de registros públicos y en la década de 1970 sirvió como cuartel para los soldados. En 1983, se abrió como hotel, aunque esta empresa no tuvo éxito y los arrendatarios permitieron que el edificio se deteriorara.

### Reurbanización

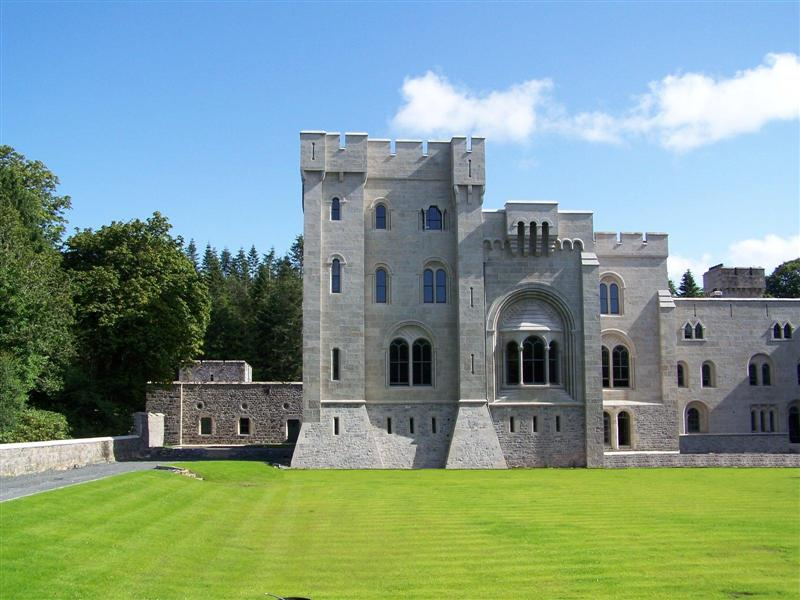
Frente sur del castillo

El Servicio Forestal, entonces parte del Departamento de Agricultura y Desarrollo Rural (DARD), recuperó el control de la propiedad en febrero de 2002. El castillo en este momento estaba en un estado desesperado de deterioro y sin una intervención urgente estaba en peligro real de volverse irreparable, lo que llevó a la Sociedad del Patrimonio Arquitectónico del Ulster (UAHS, por sus siglas en inglés) a llamar a la acción. El castillo, con 11 ha de terreno, se puso a la venta por tan solo £ 1, sujeto a propuestas viables de restauración. En 2006, Gosford Castle Development Ltd. compró el castillo en descomposición por £ 1000. Los promotores, apoyados por los arquitectos Boyd Partnership y el Servicio de Medio Ambiente y Patrimonio, presentaron una propuesta de 4 millones de libras esterlinas para restaurar el castillo en 23 residencias, basándose en la división vertical del edificio y la conservación de las habitaciones principales. En enero de 2008 se mudaron los primeros residentes de los nuevos apartamentos. En 2013, se informó que la remodelación se había estancado desde 2010 debido a problemas financieros.
La restauración estuvo a cargo de un equipo de artesanos y artesanas, para crear viviendas de dos, tres y cuatro plantas de altura enclavadas dentro de la trama original del castillo. El desarrollo tuvo como objetivo conservar el carácter y la integridad histórica del castillo mediante el uso de escaleras y paredes existentes cuando sea posible. Los enfoques utilizados incluyen la restauración de esquemas de color originales en las salas principales, como el techo abovedado del Salón Interior; paredes que fueron pintadas de verde para representar cortinas; y un fondo escarlata utilizado para realzar las estanterías de madera de la biblioteca. Los residentes comenzaron a mudarse a las primeras casas terminadas en el patio del castillo en enero de 2008.

## En la cultura popular
Parte del Castillo se utilizó como lugar de rodaje de Juego de Tronos. El castillo se vendió en 2019 para remodelación y conversión en apartamentos.